# Национальное собрание Того
Национальное Собрание (англ. National Assembly, фр. Assemblée nationale) — однопалатный законодательный орган Того. В нём насчитывается в общей сложности 91 депутатов, которые избираются в пропорциональной системе партийного списка. Срок полномочий депутатов — 5 лет.

## Состав
После парламентских выборов 2013 года распределение политической партии в Национальном собрании выглядит следующим образом:
Результаты выборов 25 июля 2013 года
| Партия                                 | Голосов   | %    | Мест |
| -------------------------------------- | --------- | ---- | ---- |
| Союз за республику                     | 880 608   | 46,7 | 62   |
| Вместе сохраним Того                   | 544 592   | 28,9 | 19   |
| Радужный альянс                        | 204 143   | 10,8 | 6    |
| Союз обороны                           | 145,359   | 7,7  | 3    |
| Патриотический панфариканский конгресс | 15 602    | 0,8  | 0    |
| Новое тоголезское движение             | 14 225    | 0,8  | 0    |
| Беспартийные                           | 14 360    | 0,8  | 1    |
| Прочие партии                          | 66 171    | 3,5  | 0    |
| Недействительные голоса                | 119 430   | –    | –    |
| Всего                                  | 2 011 203 | 100  | 91   |
| Зарегистрированных избирателей/явка    | 3 044 332 | 66,1 | –    |